# Robert de Lenoncourt
Robert de Lenoncourt   (Lorena, c. 1510 - Appoigny, 4 de febrer de 1561) va ser bisbe de Châlons-en-Champagne i Metz, arquebisbe d'Embrun, Auxerre, Sabine, Arles i Tolosa.

## Biografia
Fill de Thierry de Lenoncourt, Baró de Vignory i Jeanne de Villé de noble família de Militars, Robert va néixer al voltant de 1510 a Lenoncourt. Nebot d'un altre cardenal, Robert Lenoncourt (1532), arquebisbe de Reims i l'oncle del cardenal Philippe de Lenoncourt (1527-1592). Llicenciat en dret canònic i civil, va ocupar el bisbat de Chalons-en-Champagne el 1535. En el consistori de 20 de desembre de 1538 va ser elevat cardenal i va rebre la tiara 19 de març de 1540.
Va abandonar el càrrec de bisbe de Chalons en favor del seu nebot Felip Lenoncourt el 1550, però segueix sent administrador de la diòcesi fins a la consagració del seu nebot. Triat Abat de Saint-Remi de Reims, i moltes altres abadies, va ser nomenat bisbe de Metz el 1551. Robert Lenoncourt va participar en tres conclaves els de 1549-1550, 1555 i 1559 i en el Concili de Trento.
Robert Lenoncourt va morir en el convent de la Charité-sur-Loire el 2 de febrer de 1561, on estigué enterrat durant algun temps. Els hugonots, que van ocupar la ciutat el 1562 van profanar el seu cos, van cremar-lo i llançar-lo al riu Loira.